# A Woman's Faith
A Woman's Faith è un film muto del 1925 diretto da Edward Laemmle. La sceneggiatura di C.R. Wallace e l'adattamento di Edward T. Lowe Jr. si basa su Miracle, romanzo di Clarence Budington Kelland pubblicato a New York nel 1925. Prodotto e distribuito dalla Universal Pictures, il film aveva come interpreti Alma Rubens, Percy Marmont, Jean Hersholt, Zasu Pitts, Hughie Mack, Cesare Gravina, André Beranger.

## Trama
Donovan Steele, tornato nel Québec per sposarsi, trova la fidanzata tra le braccia di un altro. Persa ogni fede in Dio e nelle donne, comincia a vagare per il deserto diventando presto noto come "l'uomo che nega Dio". Mentre si trova in una piccola città, rivede per caso Nerée Caron, una donna che aveva già incontrato sul treno. Nerée, ingiustamente accusata di avere ucciso il fratello, si nasconde perché è ricercata dalla legge. Donovan, diventato suo amico, quando lo zio di lei giunge in paese per ritrovarla, riesce a fuorviare le sue ricerche. Ma l'uomo non è altrettanto astuto quando ha a che fare con Jean Cluny, il segretario dello zio, che rintraccia Nerée, e tenta di costringerla al santuario di Sant'Anna di Beaupré, dove, sulla Scala Santa, dopo avere pregato, Nerée viene a sapere che il vero colpevole è suo zio che ha confessato l'omicidio di suo fratello. Sciolta da ogni accusa, Nerée si sposa con Donovan e il loro matrimonio viene celebrato nella cappella.

## Produzione
Il film fu prodotto dalla Universal Pictures.

## Distribuzione
Il copyright del film, richiesto dalla Universal Pictures Cor., fu registrato il 13 maggio 1925 con il numero LP21464.
Distribuito dalla Universal Pictures, il film fu presentato in prima il 26 luglio 1925, uscendo nelle sale statunitensi il 9 agosto 1925.
Copia completa della pellicola si trova conservata nell'archivio di una collezione privata.